# Dellin Betances
Dellin Betances (ur. 23 marca 1988) – amerykański baseballista występujący na pozycji miotacza (relief pitchera) w New York Mets.

## Przebieg kariery
W czerwcu 2006 został wybrany w 8. rundzie draftu przez New York Yankees i początkowo grał w klubach farmerskich tego zespołu, między innymi w Scranton/Wilkes-Barre Yankees, reprezentującym poziom Triple-A. W Major League Baseball zadebiutował 22 września 2011 w meczu przeciwko Tampa Bay Rays, rozgrywając ⅔ inningu, oddając dwa runy i cztery bazy za darmo. W sezonie 2012 zagrał 27 meczów w Trenton Thunder z Double-A i Scranton/Wilkes-Barre Yankees. W 2013 pierwszy występ w MLB zaliczył 13 sierpnia w meczu z Los Angeles Angels of Anaheim. 
26 kwietnia 2014 w spotkaniu z Los Angeles Angels of Anaheim zanotował pierwsze zwycięstwo, zaś 7 lipca 2014 w meczu przeciwko Cleveland Indians pierwszego save'a w MLB. W tym samym miesiącu po raz pierwszy został wybrany do Meczu Gwiazd. 14 maja 2017 ze względu na kontuzję Aroldisa Chapmana, Betances został pierwszym closerem zespołu.
W grudniu 2019 podpisał roczny kontrakt z New York Mets.

## Nagrody i wyróżnienia
| Nagroda/wyróżnienie | Lata                   | Źródło      |
| 4× All-Star         | 2014, 2015, 2016, 2017 | [ 1 ] [ 6 ] |